# Marlies Busch
Marlies Busch (* 3. Oktober 1956 in Moers) ist eine deutsche Sachbuchautorin.

## Leben
Die gelernte Textildesignerin und Modegrafikerin arbeitet seit 1990 freiberuflich für verschiedene Zeitschriften- und Buchverlage im Bereich Lifestyle, Handarbeiten und Creatives Design. Auch die Themen Kochen und Backen sind Bestandteil ihrer Bücher, ebenso wie die Ausflüge in die Themenbereiche Natur und Tier. 
Marlies Busch lebt mit ihrer Familie in München, Schwabing. 

## Werke (Auswahl)
- 2003: Das FilzBuch, Buchverlag für die Frau, ISBN 3-89798-101-7
- 2007: Bartagamen, Eugen Ulmer Verlag, ISBN 978-3-8001-5382-4
- 2009: Wildkräuter: Frisch – würzig – wohltuend, Eugen Ulmer Verlag, ISBN 978-3-8001-5846-1
- 2009: Taschenatlas Pflanzen für Heimtiere: Gut oder giftig?, Eugen Ulmer Verlag, ISBN 978-3-8001-5738-9
- 2010: Handarbeiten und Dekorieren: Stricken, Häkeln, Filzen, Blumen stecken, Töpfern, Weben, Nähen, Dort Hagenhausen Verlag, ISBN 978-3981310450
- 2011: Natürlich schön und gesund: Natürliche Essenzen, Cremes, Öle und Emulsionen, Naturrezepte, Seifen, Badezusätze, Dort Hagenhausen Verlag, ISBN 978-3981310481
- 2012: Mit Liebe selbst gemacht: Geschenke aus Küche, Garten, Woll- und Nähkorb, Dort Hagenhausen Verlag, ISBN 978-3-86362-005-9
- 2013: Mein kleines Gartenparadies: Anbauen, ernten und sich wohl fühlen im eigenen Grün, Dort Hagenhausen Verlag, ISBN 978-3-86362-011-0
- 2014: Mein Landglück daheim: Einfach gut leben auf dem Land, Dort Hagenhausen Verlag, ISBN 978-3-86362-007-3
- 2016: Chicks in the City: Hühner halten in der Stadt, Eugen Ulmer Verlag, ISBN 978-3-8001-0874-9